# Tradate
Tradate ist eine Gemeinde (comune) in der Provinz Varese in der Region Lombardei.

## Geographie
Die Gemeinde liegt etwa 15 Kilometer südöstlich von Varese etwa 30 Kilometer nordwestlich von Mailand und bedeckt eine Fläche von 21,19 km². Zu Tradate gehören die Fraktionen Abbiate Guazzone und Ceppine. Durch Präsidentialerlass führt die Gemeinde seit 1958 die Bezeichnung (Città – Stadt).
Die Gemeinde Tradate grenzt an die Provinz Como. Die Nachbargemeinden sind Appiano Gentile (CO), Cairate, Carbonate (CO), Castelnuovo Bozzente (CO), Locate Varesino (CO), Lonate Ceppino und Venegono Inferiore.

## Toponomastik
Der Name des Ortes soll entweder vom Namen Theodorus, möglicherweise auch von Teuderad als Bezeichnung eines Gotenstamms herrühren.

## Geschichte
Von Tradatum (römischer Namen für Tradate) führte die Via Varesina, die Mediolanum (Mailand) mit Luganum (Lugano) verband, durch Baretium (Varese), daher der Name der Straße, und die Via Gallaratese, die Novaria (Novara) mit Comum (Como) verband.
Im Jahr 1256 werden in einer Verkaufsurkunde die Konsuln der Nachbarn und der Adligen von Tradate erwähnt. Der Ort Tradate wurde in den Statuten der Straßen und Gewässer des Contado del Seprio in der Form El locho de Tradà per li nobili e vicini erwähnt und war Teil der Pieve von Castelseprio. Sie gehörte zu den Gemeinden, die zur Instandhaltung der Bollate-Straße beitrugen (1346). In den Registern des Estimo (Grundbuch) des Herzogtums Mailand von 1558 und den nachfolgenden Aktualisierungen im 18. Jahrhundert wird Tradate immer noch zur gleichen Pieve gezählt. Nach den Antworten auf die 45 Fragen von 1751 durch die II. Junta der Volkszählung hatte Tradate, das damals etwa 1450 Einwohner hatte, keinen Feudalherrn, da es von der Fehde befreit war. Die Zuständigkeit lag beim königlichen Richter von Varese, Massimiliano Pusterla, und der Eid wurde vom Konsul bei der Strafbank desselben Amtes geleistet. Die Gemeinde hatte weder einen allgemeinen noch einen besonderen Rat. Die Entscheidungen wurden auf dem Kongress der Schätzer getroffen, an dem auch andere interessierte Personen teilnehmen konnten. Die Schöffen wählten einen zivilen Abgeordneten, während das Volk, das durch den Klang der Glocke auf dem öffentlichen Platz gerufen wurde, zwei Bürgermeister durch balotazione wählte, die alle zwei Jahre erneuert wurden. Die Bürgermeister konnten keine Entscheidungen ohne die Zustimmung des bürgerlichen Abgeordneten treffen, der über die Interessen der Gemeinde und die Gerechtigkeit der Steuerverteilungen wachte. Die Gemeinde hatte einen Kanzler, der sich um die öffentlichen Akten kümmerte und das Archiv in seinem Haus aufbewahrte. Der Schreiber erhielt jährlich 200 Lira, zuzüglich sechs Lira für Papier und Tinte.
Infolge des Gesetzes vom 26. März 1798 zur Organisation des Departements Verbano (Gesetz 6 germinale anno VI b) wurde die Gemeinde Tradate zur Hauptstadt des gleichnamigen Bezirks mit der Nummer 18. Als das Departement Verbano abgeschafft wurde (Gesetz 15 fruttidoro anno VI c), mit dem darauf folgenden Gesetz vom 26. September 1798 über die territoriale Aufteilung der Departements Olona, Alto Po, Serio und Mincio (Gesetz 5 vendemmiale anno VII), blieb Tradate an der Spitze seines eigenen Bezirks, der zum 19. des Departements Olona wurde. Mit der territorialen Aufteilung von 1801 wurde die Gemeinde in den Bezirk II von Varese des Departements Lario eingegliedert (Gesetz 23 fiorile Jahr IX). Im Jahr 1805 wurde Tradate an die Spitze des Kantons II von Tradate des Bezirks II von Varese des Departements Lario gestellt. Die Gemeinde gehörte zur Klasse III und hatte 1588 Einwohner (Dekret vom 8. Juni 1805 a). Nach der Zusammenlegung der Gemeinden des Departements Lario (Dekret vom 4. November 1809 b), in Übereinstimmung mit dem bereits 1807 vorgesehenen und in den folgenden zwei Jahren teilweise überarbeiteten Plan, wurde die Gemeinde Tradate genannt, bestehend aus den konzentrierten Gemeinden Tradate und Lonate Ceppino, war der Hauptort mit insgesamt 2156 Einwohnern des Kantons VII des Bezirks I von Como und wurde als solcher bestätigt, eine Gemeinde dritter Klasse, mit der folgenden territorialen Aufteilung des Departements Lario (Dekret vom 30. Juli 1812).
Mit der Aktivierung der Gemeinden in der Provinz Como auf der Grundlage der territorialen Aufteilung des Königreichs Lombardo-Venetien (Mitteilung vom 12. Februar 1816) wurde Tradate als Hauptort in den Bezirk XXII aufgenommen. Tradate, eine Gemeinde mit Stadtrat, wurde durch die spätere territoriale Aufteilung der lombardischen Provinzen (Mitteilung vom 1. Juli 1844) als Hauptstadt des Bezirks XXII bestätigt. Im Jahr 1853 (Mitteilung vom 23. Juni 1853) wurde Tradate, eine Gemeinde mit einem Stadtrat ohne eigenes Büro und 2482 Einwohnern, an die Spitze des Bezirks XVIII gesetzt.
Nach dem zeitweiligen Anschluss der lombardischen Provinzen an das Königreich Sardinien wurde die Gemeinde Tradate mit 2579 Einwohnern, die von einem fünfzehnköpfigen Gemeinderat und einem zweiköpfigen Stadtrat verwaltet wurde, gemäß der durch das Gesetz vom 23. Oktober 1859 festgelegten Gebietsaufteilung in den achten Bezirk Tradate, Bezirk II von Varese, Provinz Como, eingegliedert. Bei der Gründung des Königreichs Italien im Jahr 1861 hatte die Gemeinde 2654 Einwohner (Volkszählung 1861). Nach dem Gemeindegesetz von 1865 wurde die Gemeinde von einem Bürgermeister, einer Junta und einem Rat verwaltet. Im Jahr 1867 wurde die Gemeinde in denselben Bezirk, Kreis und dieselbe Provinz eingegliedert (Verwaltungsbezirk 1867).
Im Jahr 1924 wurde die Gemeinde in den Bezirk Varese der Provinz Como eingegliedert. Nach der Gemeindereform von 1926 wurde die Gemeinde von einem Podestà verwaltet. Im Jahr 1927 wurde die Gemeinde der Provinz Varese zugeschlagen. Im Jahr 1928 wurde die Gemeinde Tradate mit der Gemeinde Abbiateguazzone zusammengelegt (Königlicher Erlass Nr. 1112 vom 6. Mai 1928).

## Bevölkerung

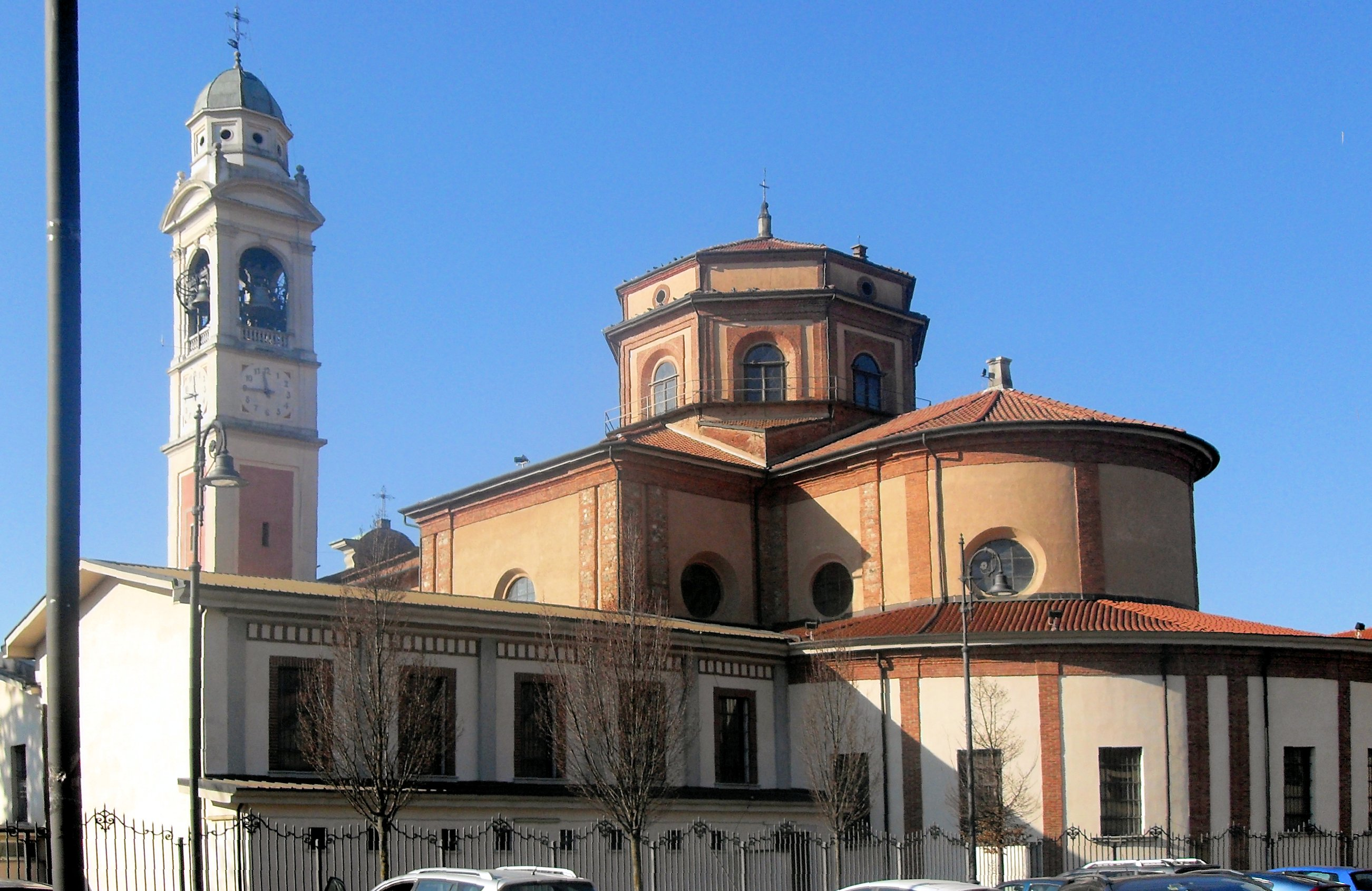
Propsteikirche Santo Stefano

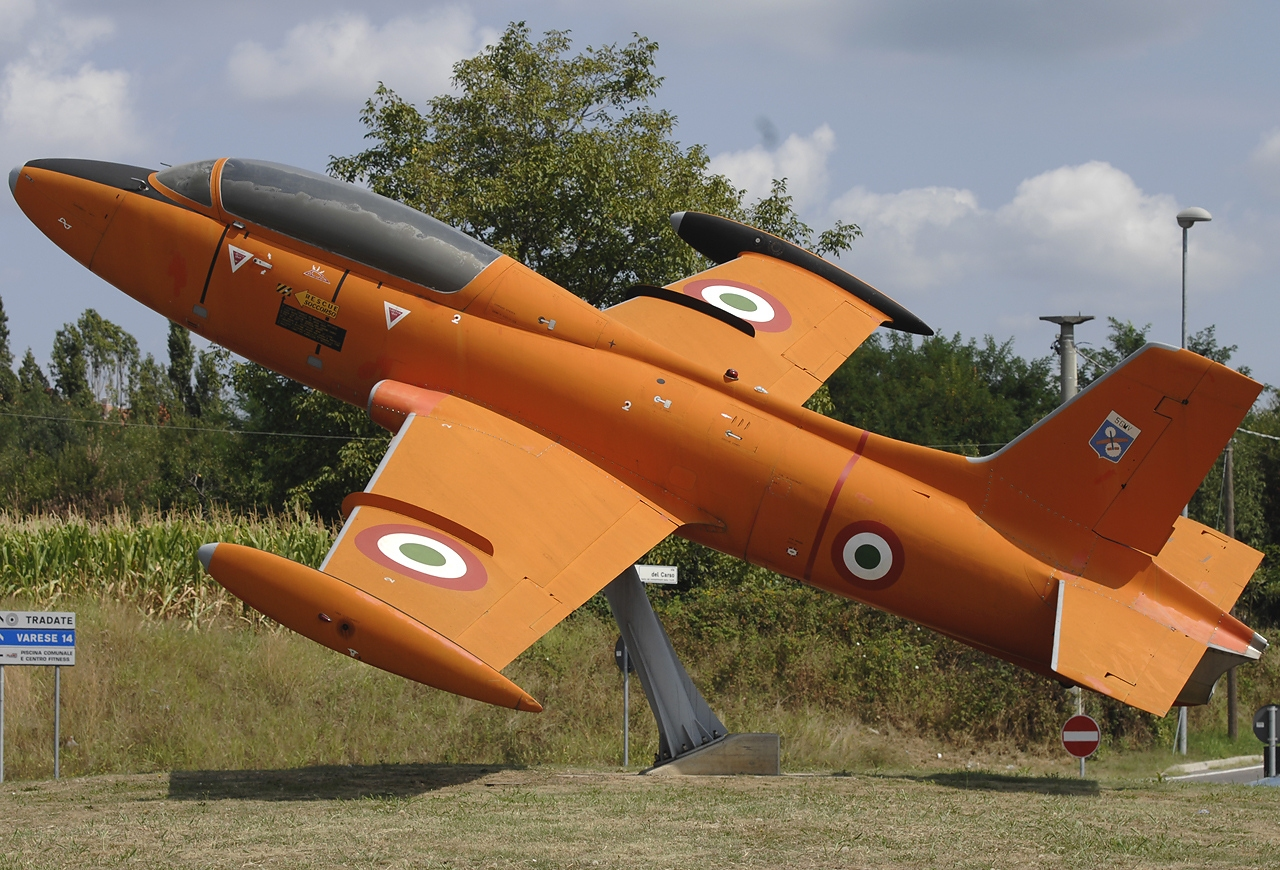
Aermacchi MB-326

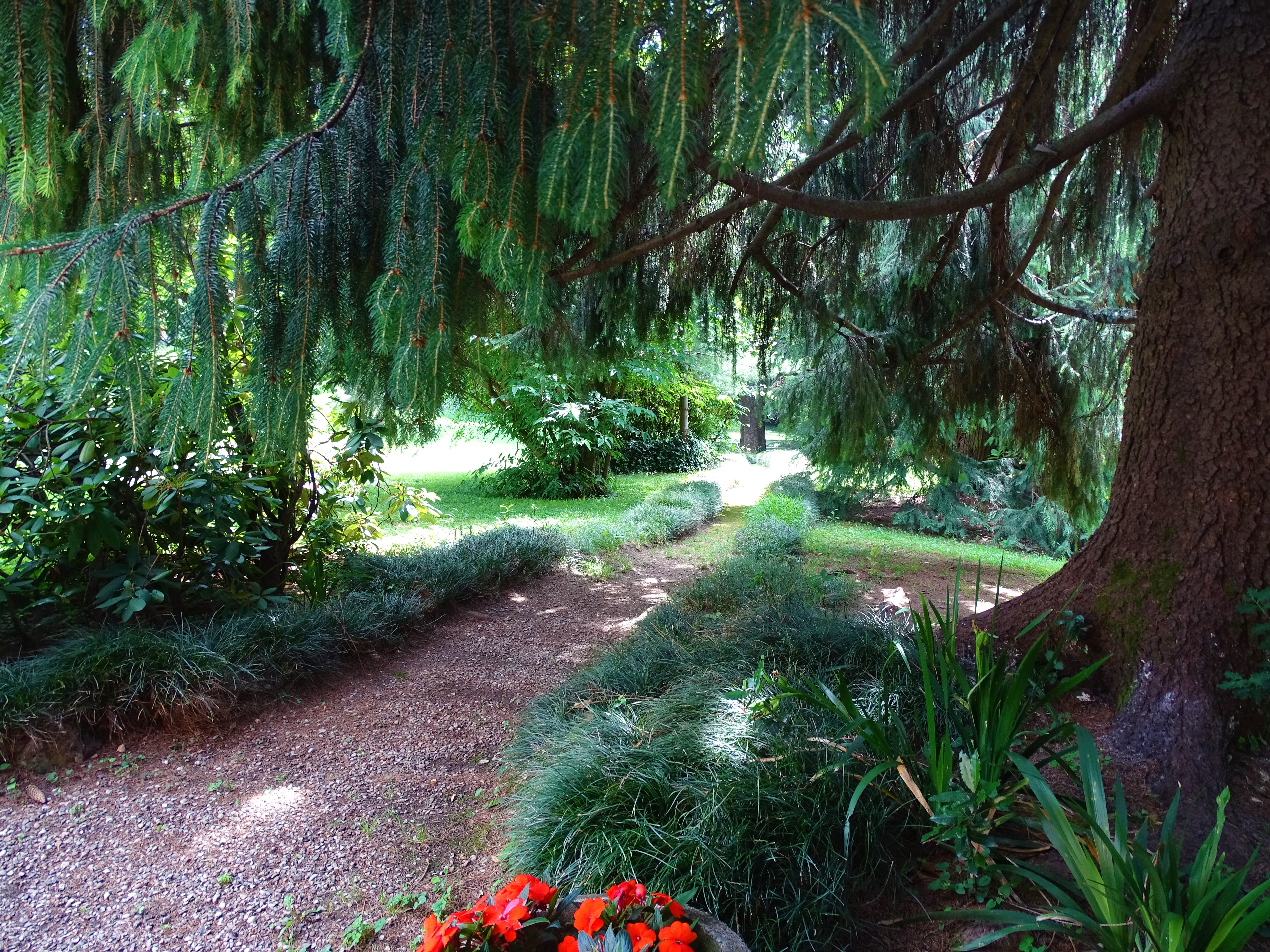
Villa Castiglioni Park

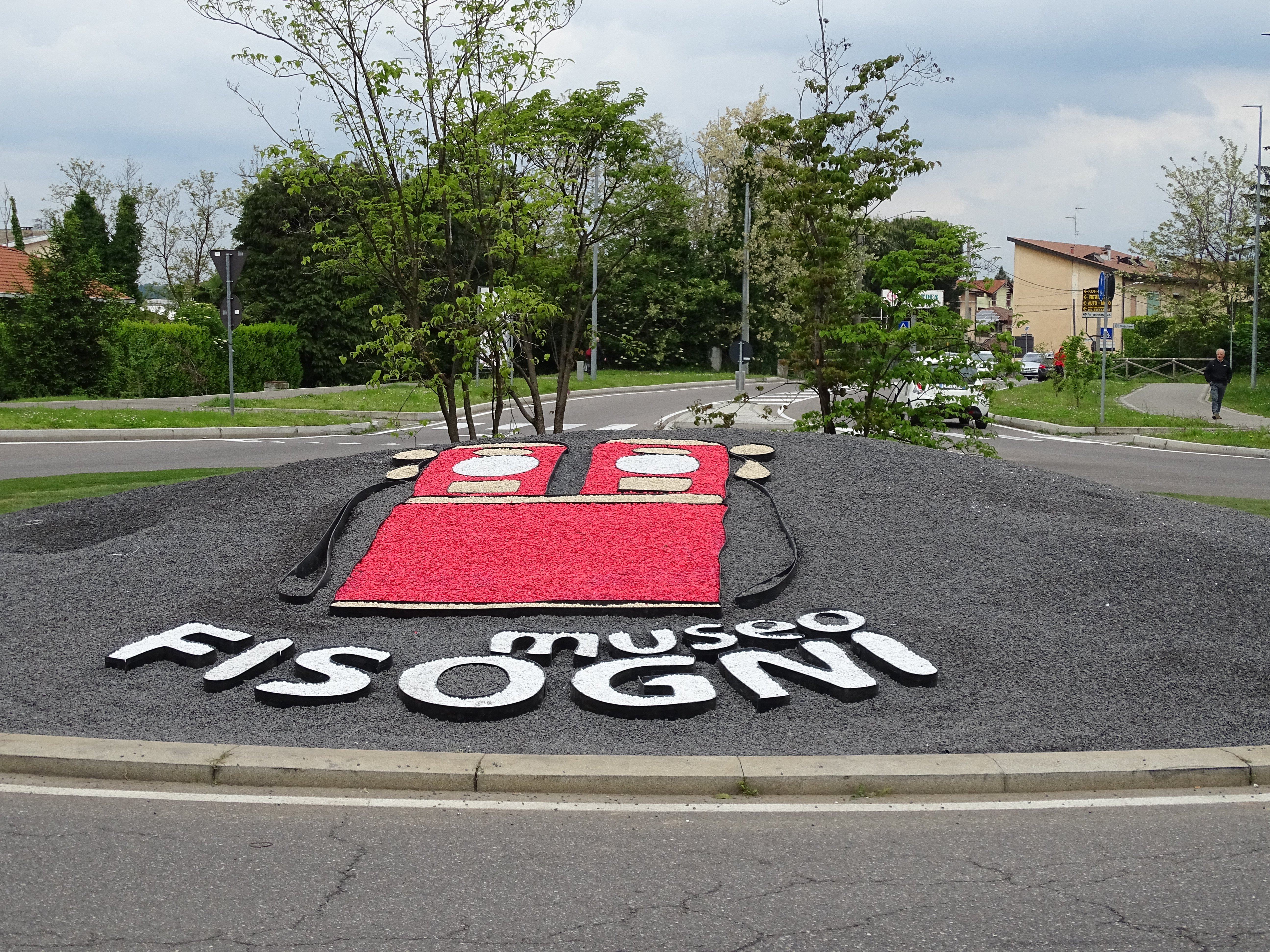
Rotonda des Museums Fisogni

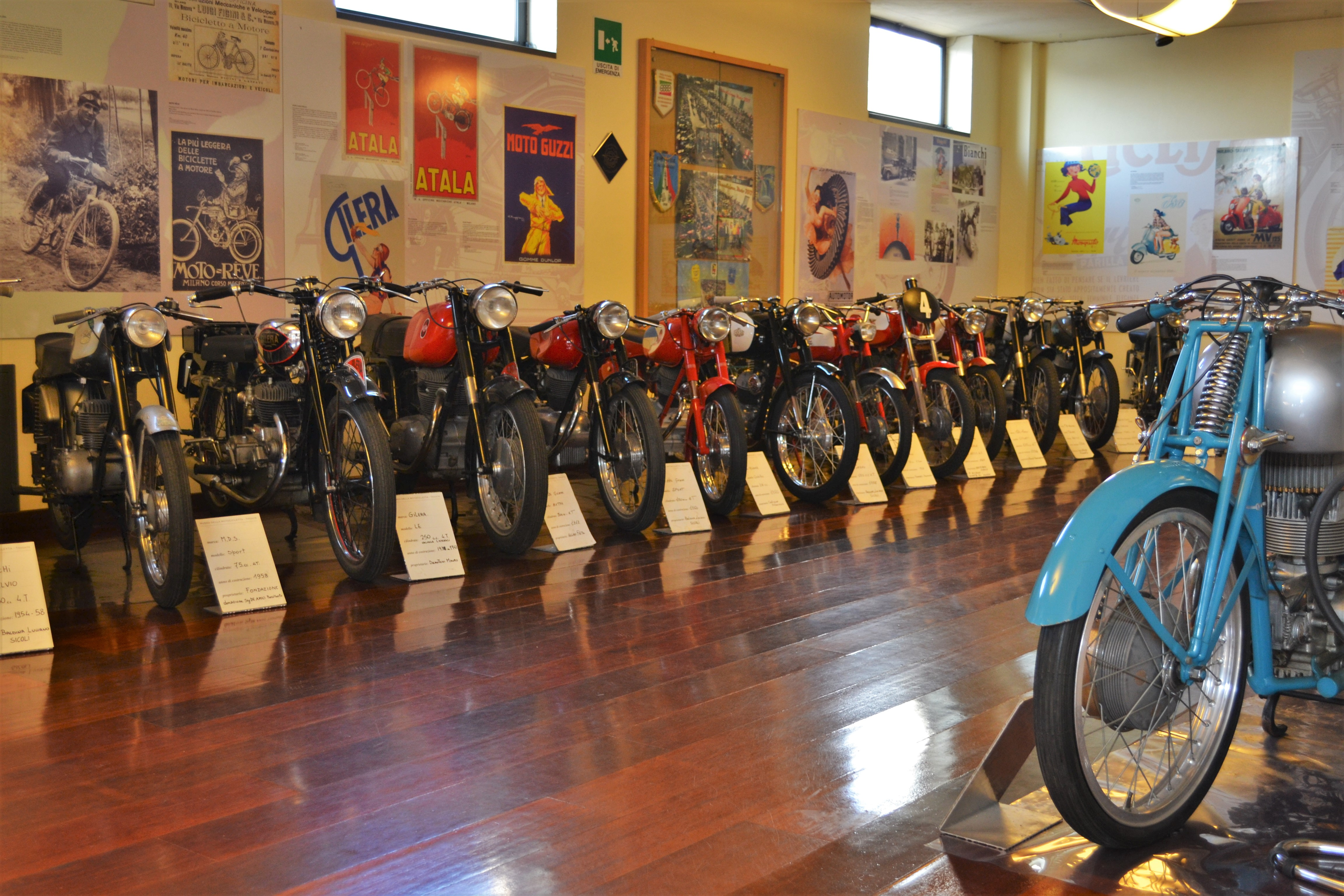
Frera-Museum

| Jahr      | 1751  | 1805  | 1812   | 1853  | 1871  | 1881  | 1901  | 1921  | 1951   | 1971   | 1991   | 2001   | 2011   | 2021   |
| Einwohner | 1.450 | 1.588 | *2.156 | 2.482 | 4.561 | 4.341 | 4.888 | 7.205 | 10.608 | 16.023 | 15.921 | 15.960 | 17.729 | 18.635 |

- 1812 Fusion mit Lonate Ceppino

## Parks und Einrichtungen der Stadt
Tradate liegt westlich des Parco Pineta di Appiano Gentile. Das Observatorium FOAM13 befindet sich hier. Regelmäßig findet das sogenannte Tradate Iron Fest mit zahlreichen Heavy-Metal-Konzerten statt.

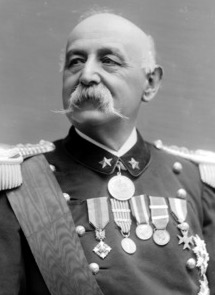
Giuseppe Ettore Viganò

## Verkehr
Ein Bahnhof liegt an der Bahnstrecke Saronno–Laveno. Durch die Gemeinde selbst führt die ehemalige Staatsstraße 233.

## Gemeindepartnerschaften
Tradate unterhält Beziehungen zu vier Gemeinden im französischen Kanton Loriol-sur-Drôme im Département Drôme:
- Cliousclat
- Loriol-sur-Drôme
- Mirmande
- Saulce-sur-Rhône

## Sehenswürdigkeiten
- Propsteikirche Santo Stefano
- Pfarrkirche Santi Pietro e Paolo in der Fraktion Abbiate Guazzone
- Kirche Santa Maria in Castello erbaut von Familie Pusterla
- Kirche San Bernardo bewahrt den Fresko San Bernardo 1522
- Kirche Madonna Assunta
- Wallfahrtskirche Madonna delle Vigne
- Wallfahrtskirche Santissimo Crocifisso mit Orgel und Gemälde des Malers Pier Francesco Mazzucchelli genannt Il Morazzone

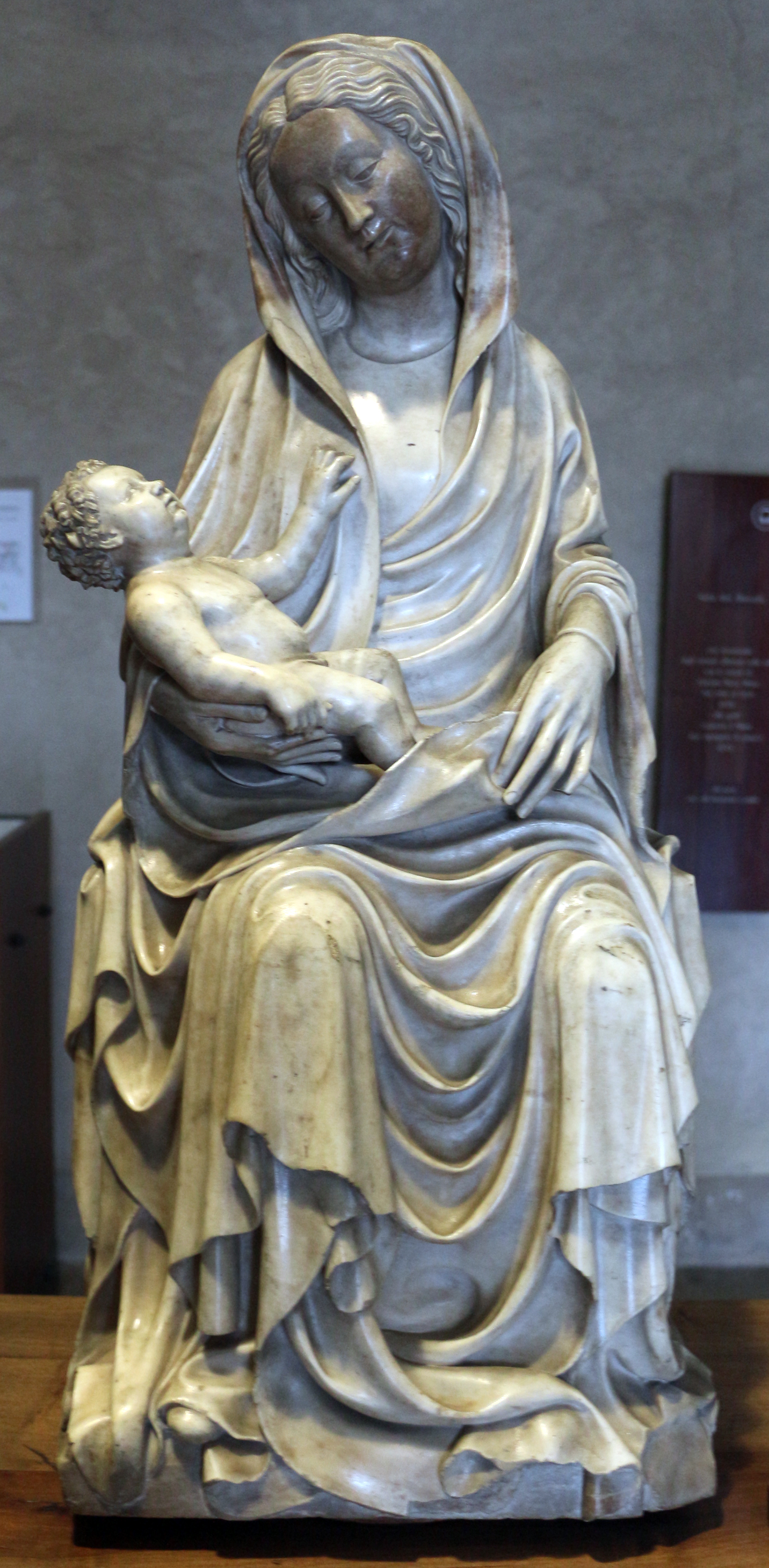
Jacopino da Tradate: Madonna mit Kind. 1410, Museo d’arte antica, Mailand.

- Museum Fisogni
- Museum Frera
- Parco di Villa Centenari
- Parco di Villa Inzoli

## Persönlichkeiten
- Jacopino da Tradate (um 1385–um 1466  vermutlich in Mantua ?), Bildhauer des Spätgotik im Mailänder Dom[2]
- Antonio da Tradate (* um 1445 in Tradate, erwähnt 1492 in Ronco sopra Ascona; † 1510 in Curaglia), Kunstmaler[3][4][5]
- Giuseppe Ettore Viganò (* 1843 in Tradate; † 1933 in Florenz), italienischer General, Politiker, Kriegsminister und Direktor des Militärgeographisches Institut Florenz
- Leopoldo Lonati (* 1960), italienisch-schweizerischer Schriftsteller
- Veronica Calabrese (* 1995), Ruderin
- Alessandro Morosi (* 2004), Motorradrennfahrer